# Râul Izvor, Jitin
Râul Izvor este un curs de apă, afluent al râului Jitin. 

## Hărți
- Harta Județului Caraș-Severin
- Harta munții Aninei [nefuncțională – arhivă]